# 柏礁

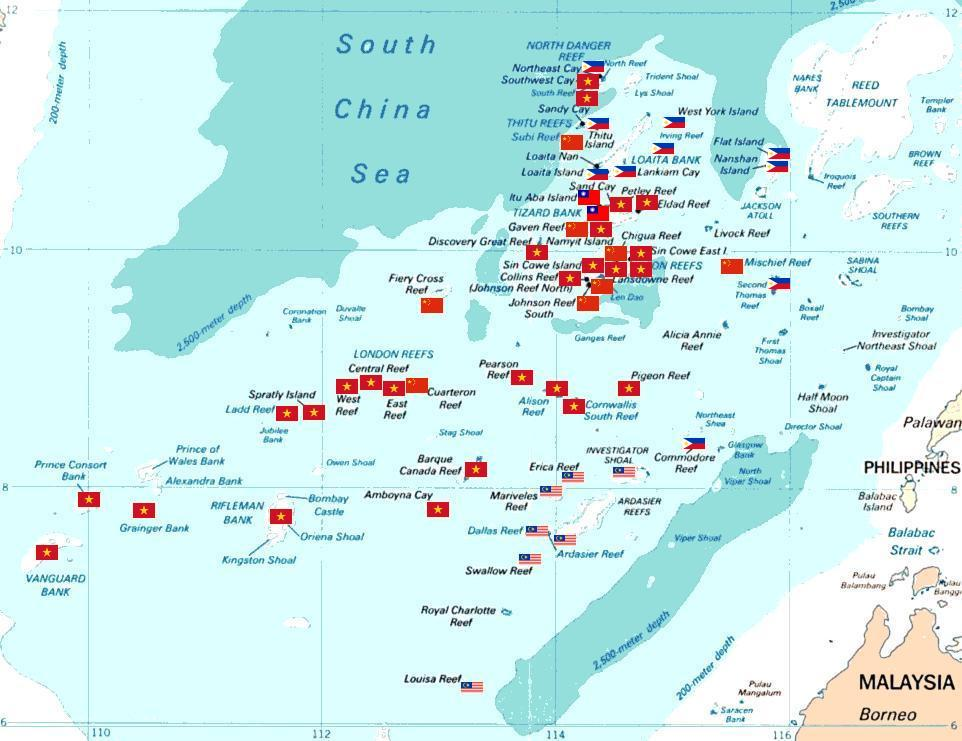
南沙諸島における南シナ海周辺諸国の実効支配状況

柏礁（はく-しょう、バークカナダ礁、英語：Barque Canada Reef、ベトナム語：Bãi Thuyền Chài / 𣺽船𩵝）は、南沙諸島のロンドン群礁（英語：London Reefs、中国語: 尹庆群礁）南東端にある長方形の環礁である。六門礁から南西に45海里離れている。
南北距離は32キロ、幅は3.5キロ。ウミガメとナマコが生息している。

## 領有を巡る状況
1978年、マレーシアが初めてこの礁を領有した。1987年、マレーシアに替わりベトナムが駐留した。現在、ベトナムが柏礁を実効支配しているが、中華人民共和国、中華民国（台湾）とマレーシアも主権を主張している。
2022年6月から11月にかけて、環礁の北西と南東側の陸地が拡張されている。アメリカの戦略国際問題研究所（CSIS）によると、2022年だけで0.8平方キロメートル拡張され、南シナ海でベトナムが実行支配する岩礁のうち最も大きな拠点になっている。